# Maourey (Niamey)
Maourey (auch: Maurey) ist ein Stadtviertel (französisch: quartier) im Arrondissement Niamey II der Stadt Niamey in Niger.

## Geographie

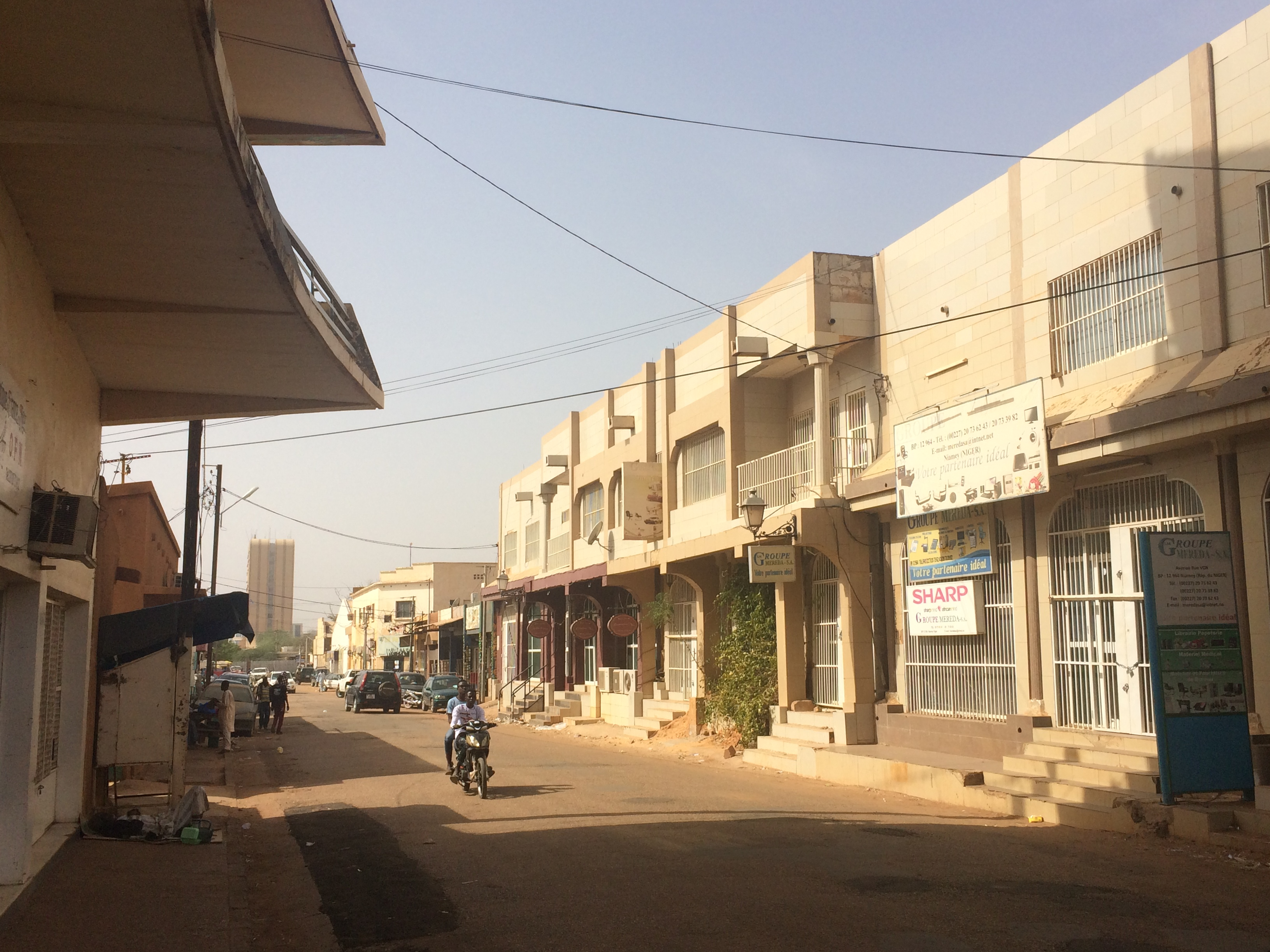
Straßenszene in der Rue NB 18 in Maourey (2018)

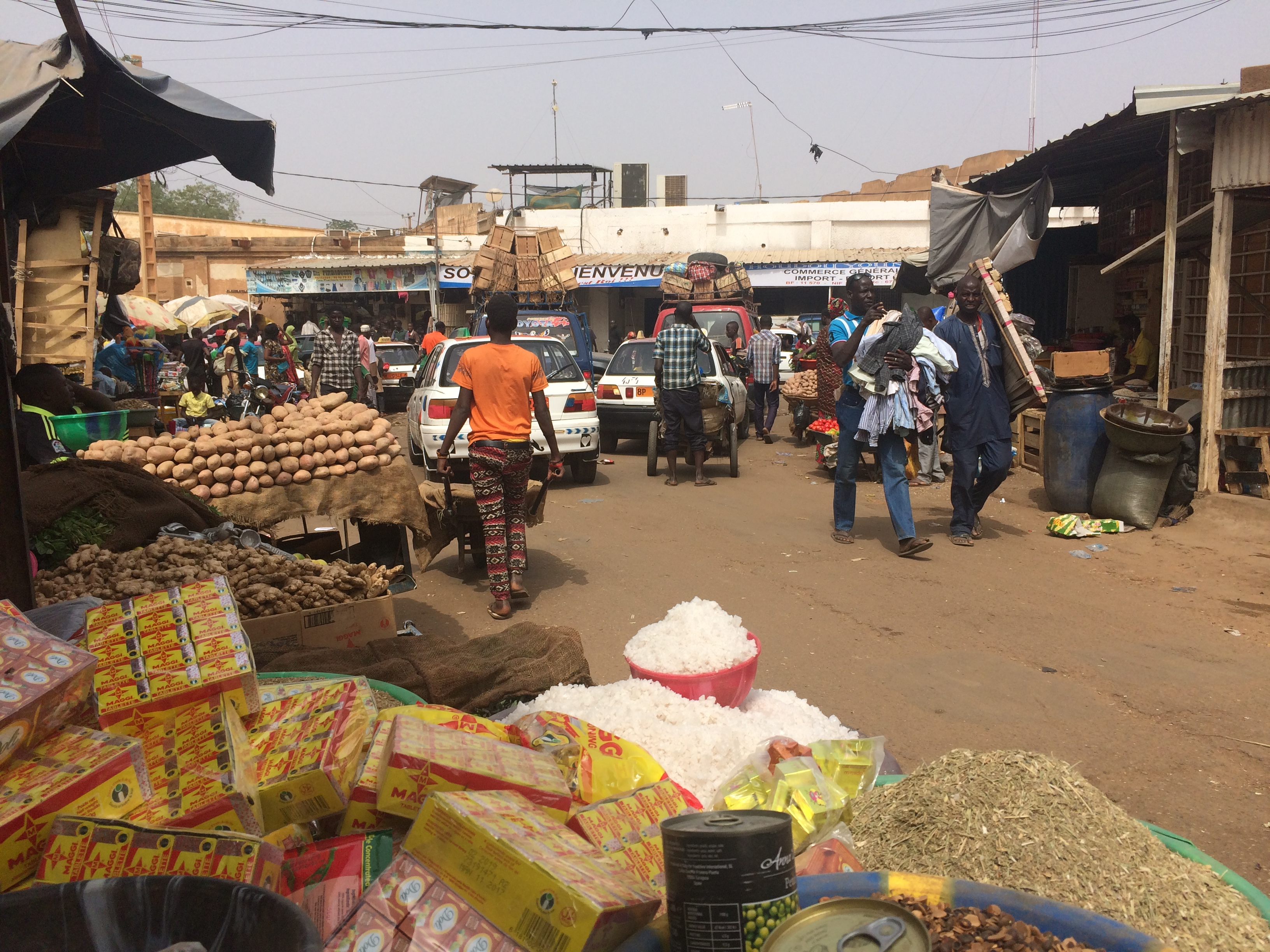
Straßenmarkt in der Rue du Festival (Rue NB 30) in Maourey (2018)

Maourey liegt im historischen Stadtzentrum von Niamey. Die angrenzenden Stadtviertel sind Zongo im Nordwesten, Deyzeibon im Norden, Banizoumbou im Nordosten, Kalley Centre im Südosten und Kombo im Südwesten. Das Stadtviertel befindet sich in einem Tafelland mit einer weniger als 2,5 Meter tiefen Sandschicht, wodurch nur eine begrenzte Einsickerung möglich ist.
Das Standardschema für Straßennamen in Maourey ist Rue NB 1 im Westen und Rue ST 1 im Osten. Auf das französische Rue für Straße folgte das Kürzel NB für Niamey-Bas („Nieder-Niamey“) beziehungsweise ST für das im Nachbarviertel Kalley Centre gelegene Stadiongelände des Stade municipale de Niamey und zuletzt eine Nummer. Dies geht auf ein Projekt zur Straßenbenennung in Niamey aus dem Jahr 2002 zurück, bei dem die Stadt in 44 Zonen mit jeweils eigenen Buchstabenkürzeln eingeteilt wurde.

## Geschichte
Die Siedlung Maourey wurde möglicherweise zu Beginn des 19. Jahrhunderts gegründet. Der Ortsname leitet sich von der in Aréoua in Südwest-Niger ansässigen ethnischen Gruppe der Maouri her. Der Rang, am Anfang der Besiedlungsgeschichte des Stadtgebiets von Niamey zu stehen, ist zwischen Gruppen aus Maourey, Goudel, Kalley, Saga und Yantala strittig. Nach der Maouri-Version wurden Maouri von der Insel Néini Goungou wegen eines Konflikts um Weideflächen von Fulbe getötet und vertrieben. Die Überlebenden ließen bei einem alten großen Baum mit dem Artnamen Gna wieder. Davon käme der Ortsname Gna-me, anders gesagt Niamey, mit der Bedeutung „im Umfeld von Gna“.
Maourey war in den 1930er Jahren neben Gawèye, Kalley, Koira Tagui und Zongo eines von damals fünf Stadtvierteln, aus denen sich das Anfang des 20. Jahrhunderts gegründete Niamey zusammensetzte. Das Stadtviertel bestand in dieser Zeit aus zwei Teilen: Maourey Ganda („unteres Maourey“) und Maourey Béné („oberes Maourey“), das von römisch-katholischen Missionaren gegründet worden war und auch Kabékouara  („Viertel der Bartträger“) hieß. In den 1980er Jahren wurden vorübergehend Maourey und Zongo verwaltungsmäßig zu einem Stadtviertel fusioniert. Bei einem Brand im Jahr 2012 wurde das Marktgelände des Petit Marché zerstört.

## Bevölkerung
Bei der Volkszählung 2012 hatte Maourey 883 Einwohner, die in 179 Haushalten lebten. Bei der Volkszählung 2001 betrug die Einwohnerzahl 3273 in 525 Haushalten und bei der Volkszählung 1988 belief sich die Einwohnerzahl auf 1623 in 310 Haushalten.

## Wirtschaft und Infrastruktur
Das Stadtviertel wandelte sich in den 1980er Jahren zunehmend von einer Wohngegend in ein Handelsviertel. Die Berufsschule Institut des Techniques Comptables, Financières et Informatiques (INTECFI) bietet Ausbildungen für Handel, Büroarbeit, Bank- und Transportwesen an. Die Wohnhäuser in Maourey sind üblicherweise Lehmziegelbauten ohne jeden Komfort. Gekocht wird im Freien. Es gibt kein Fließwasser und entsprechend auch keine Duschen und Wasserklosetts. Einwohner von Maourey gehören traditionellerweise zu den Landbesitzern im Grüngürtel von Niamey, wo sie Ackerbau betreiben.